# Jason Voorhees
Jason Voorhees (født d. 13. juni 1946) er en fiktiv massemorder, kendt fra Fredag d. 13. filmserien. Jason Voorhees er sammen med Freddy Krueger og Leatherface blevet et ikon for den amerikanske horrorfilmgenre. 

## Livshistorie
Jason Voorhees blev født af Pamela Voorhees på fredag d. 13. juni 1946, da hun kun var 15 år gammel. Jason blev født med hydrocephalus og blev derfor mobbet meget. På en lejrskole, Camp Crystal Lake, i 1957 druknede Jason, da han ville bevise over for de andre, at han kunne svømme. Dette fik hans mor til at gå på et hævntogt, hvor hun myrdede en lejrskoleleder. Camp Crystal Lake blev lukket og genåbnede først i 1979 i håb om, at den dårlige omtale var forsvundet. Men mordene begyndte på ny, indtil der endelig blev sat en stopper for Pamela Voorhees, da hun blev halshugget. Rygtet siger, at Jason ikke druknede dengang men overlevede og voksede op i naturen. Rygtet siger også, at han så, da hans mor blev halshugget, hvilket fik ham til at miste forstanden og gå amok. Her begyndte en meget lang række blodige mord fra Jasons side, og først i 1984 fik den unge Tommy Jarvis sat en stopper for ham. Mange år senere ville den nu voksne Tommy have bevis for, at Jason virkelig var død, da minderne om Jason stadig hjemsøgte ham. Tommy gravede Jason op af hans grav, men da et lyn ramte Jasons lig, blev han genoplivet som en zombie. Jason fortsatte igen sine mord og slog bl.a. et smut forbi New York og Freddy Krueger i de senere film.